# Дзандоменеги, Федерико
Федерико Дзандоменеги (итал. Federico Zandomeneghi; 2 июня 1841, Венеция — 31 декабря 1917, Париж) — итальянский художник, представитель импрессионизма.

## Биография
Отец Федерико Дзандоменеги, Пьетро Дзандоменеги, и дед, Луиджи Дзандоменеги, — известные скульпторы. В 1856—1859 годах Дзандоменеги учился в Академии художеств Венеции, потом продолжил обучение в Павии. Принимал участие в национальном движении за независимость Италии, участвовал в «походе Тысячи» под руководством Гарибальди. В 1862—1866 гг. жил во Флоренции, где входил в круг художников школы маккьяйоли. Был дружен с Джованни Фаттори, Сильвестро Лега, Телемако Синьорини, Адриано Чечони, Одоардо Боррани, Рафаэлло Сернези, Джованни Больдини. В 1866 году Дзандоменеги возвратился в Венецию, но часто выезжал во Флоренцию и принимал участие в выставках группы маккьяйоли до конца 1870-х годов, разделяя их эстетические взгляды.
Ранние произведения исполнены в манере маккьяйоли — пятнами чистого цвета на пленэре («Палаццо Преторио во Флоренции», ок. 1865; «Портрет Диего Мартелли», 1879). Вместе с тем большинство его ранних работ носили социально-критический характер, сближавший творчество Дзандоменеги с веризмом.
В 1874 году он внезапно переехал в Париж, где сошёлся с импрессионистами, испытал влияние Тулуз-Лотрека и Эдгара Дега. Высоко ценил творчество Мэри Кассат и Ренуара. Многие женские портреты Дзандоменеги следуют их примеру. Принимал участие в выставках импрессионистов 1879, 1880, 1881 и 1886 гг. Тематика произведений Федерико Дзандоменеги — виды Парижа и окрестностей, фигуры людей на улицах и набережных Сены («На Сене», «Девушка на лугу»), жизнь светского общества («На диване. Разговор», ок. 1882—1890; «Ложа», 1880-е; «Читающая девочка», ок. 1885—1890), однако художнику удалось сохранить индивидуальность своей живописной манеры, и не стать подражателем французских импрессионистов.
Продажа картин не приносила постоянный доход и художнику приходилось подрабатывать иллюстратором в журналах моды. В 1893 году Дзандоменеги передал исключительные права на свои работы коллекционеру Полю Дюран-Рюэлю, благодаря чему начал постоянно выставляться и не испытывал материальных трудностей. В 1914 году в Венеции состоялась большая ретроспективная выставка его работ, однако признание на родине он получил только после смерти.
Федерико Дзандоменеги был талантливым живописцем, искусство которого, несмотря на влияние импрессионизма и жизнь во Франции, оставалось глубоко национальным. Его картины отличаются декоративностью и стилизованностью, а также яркой палитрой и плотной фактурой. Среди работ Дзандоменеги следует отметить картины «Мать с дочерью», «Пионы», «Чай». Работы художника хранятся в частных коллекциях, пинакотеке Брера в Милане, галерее Питти во Флоренции и в галерее современного искусства Ка-Пезаро в Венеции.

## Галерея

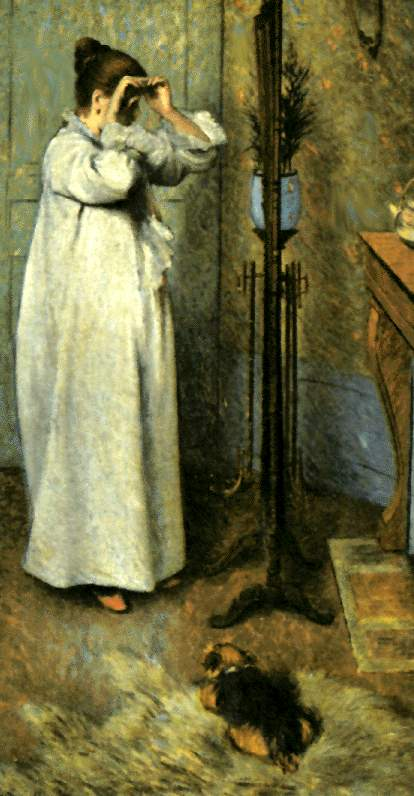
Молодая женщина у зеркала
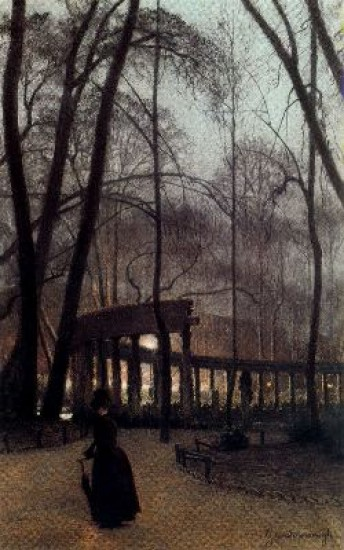
Парк Монсо
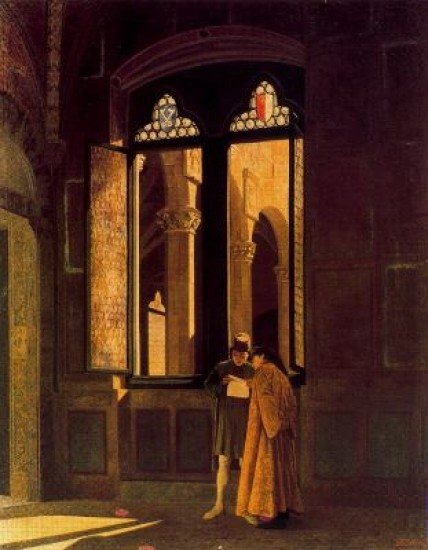
Палаццо Преторио во Флоренции
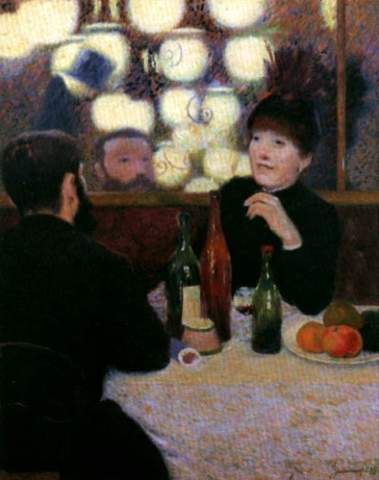
Кафе «Новые Афины»

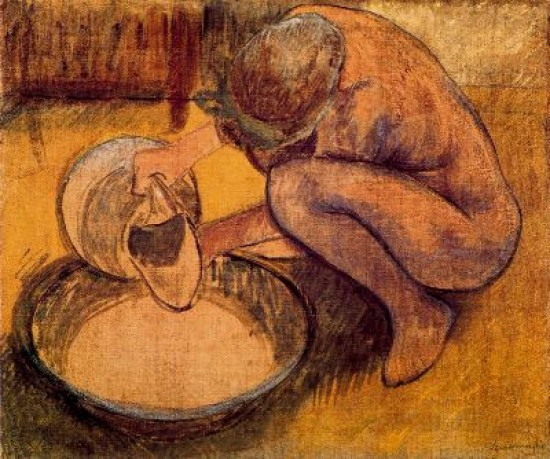
Таз
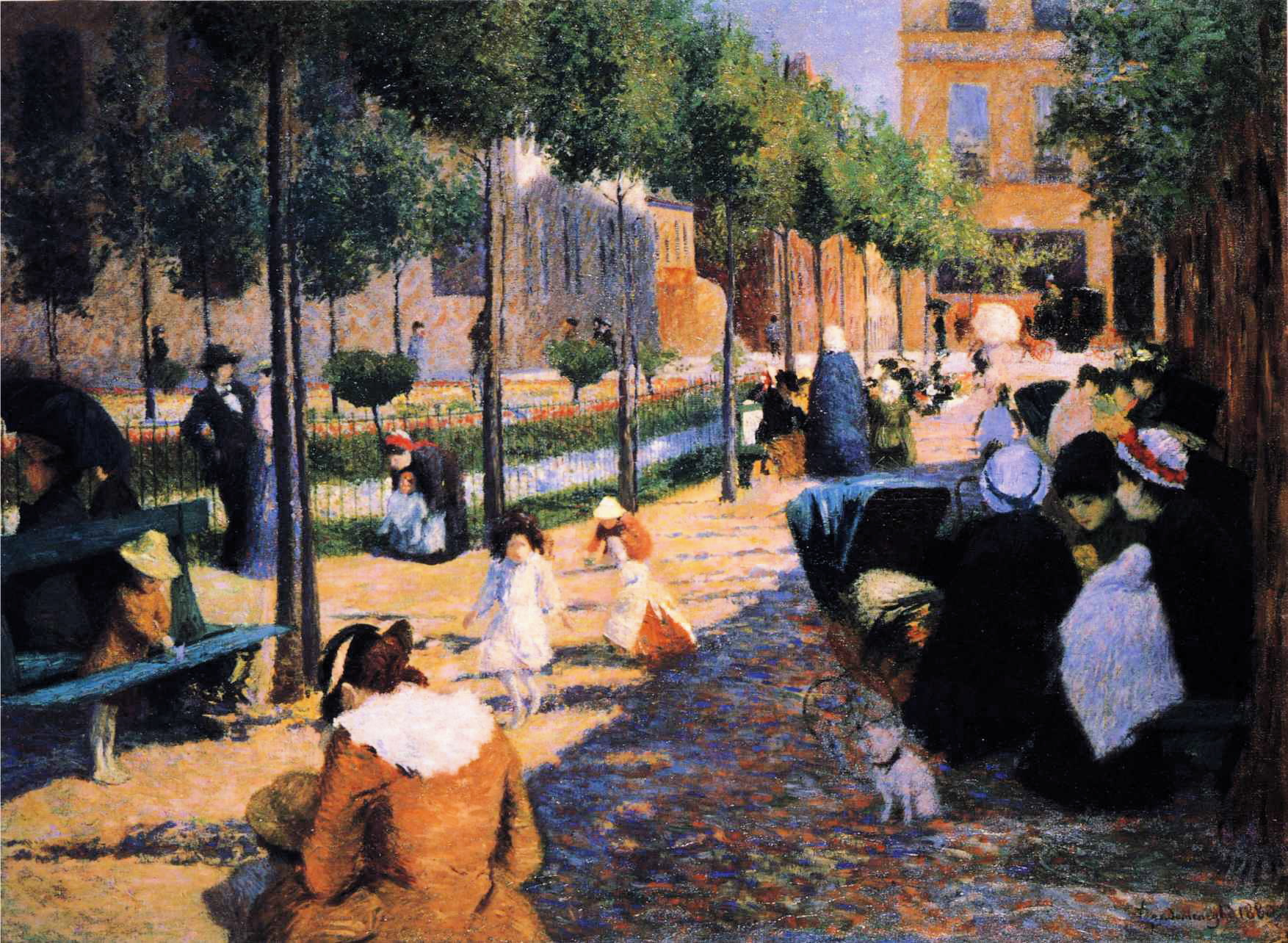
Площадь Анвер